# Gernika Rugby Taldea
Il Gernika Rugby Taldea è un club spagnolo di rugby a 15 di Guernica.
Gioca attualmente nella División de Honor, massima divisione del rugby spagnolo.
Disputa i suoi incontri interni allo stadio Urbieta.
I colori sociali sono il verde e il nero.

## Storia
Il Gernika Rugby Taldea fu fondato il 18 maggio 1973 da appassionati di rugby della città, divenendo la prima squadra nata in Biscaglia al di fuori di Bilbao. Nel 1977 la squadra salì nella categoria superiore. Nel 1981 venne promossa nuovamente, questa volta nella Primera División Nacional (l'attuale División de Honor B). Il 14 maggio 1983 Guernica y Luno ospitò il debutto della selezione tricolore basca, in un gremito Campo de Santa Lucía, dove il Galles B si impose per 3-24.
Negli anni ottanta la squadra visse una crescita straordinaria, che gli permise di rimanere stabilmente in seconda categoria. Nella stagione 1983-1984 vinse il titolo di campione della Liga de Primera División - Grupo Norte, disputando senza successo i play-off per la promozione contro gli altri tre club campioni: CDU Valladolid, C.R. Cisneros (l'attuale Complutense Cisneros) di Madrid e il Club Nataciò Barcelona.
All'inizio degli anni 1990, arrivano sue pietre miliari nella storia del club della Biscaglia: la conquista nella stagione 1989-1990 del títolo di campione della Primera División Nacional, con conseguente promozione diretta alla massima categoria del rugby spagnolo, la División de Honor; e la partecipazione per la prima volta nella sua storia a una finale di Copa del Rey nel 1991, nella quale affrontò il Getxo Artea Rugby Taldea, perdendo per 32-15. QUesti successi vennero offuscati dalla retrocessione nel 1993.